# Pandemia di COVID-19 in Camerun
Il primo caso della pandemia di COVID-19 in Camerun è stato confermato il 6 marzo 2020, si trattava di una persona proveniente dalla Francia. La prima morte è stata riportata il 24 marzo 2020.

## Antefatti
Il 12 gennaio 2020, l'Organizzazione mondiale della sanità (OMS) ha confermato che un nuovo coronavirus era la causa di una nuova infezione polmonare che aveva colpito diversi abitanti della città di Wuhan, nella provincia cinese dell'Hubei, il cui caso era stato portato all'attenzione dell'OMS il 31 dicembre 2019.
Sebbene nel tempo il tasso di mortalità della COVID-19 si sia rivelato decisamente più basso di quello dell'epidemia di SARS che aveva imperversato nel 2003, la trasmissione del virus SARS-CoV-2, alla base della COVID-19, è risultata essere molto più ampia di quella del precedente virus del 2003, e ha portato a un numero totale di morti molto più elevato.
Il 5 maggio 2023, l'Organizzazione mondiale della sanità dichiara ufficialmente la fine della pandemia.

## Andamento dei contagi
| Data                                                                         | Data       |  | Numero di casi | Numero di morti |
| ---------------------------------------------------------------------------- | ---------- |  | -------------- | --------------- |
| 24-02-2020                                                                   | 24-02-2020 |  | 1(N.D.)        |                 |
| ⋮                                                                            | ⋮          |  | 1(=)           |                 |
| 06-03-2020                                                                   | 06-03-2020 |  | 2(+100%)       |                 |
| ⋮                                                                            | ⋮          |  | 2(=)           |                 |
| 18-03-2020                                                                   | 18-03-2020 |  | 7(+250%)       |                 |
| 19-03-2020                                                                   | 19-03-2020 |  | 7(=)           |                 |
| 20-03-2020                                                                   | 20-03-2020 |  | 27(+286%)      |                 |
| 21-03-2020                                                                   | 21-03-2020 |  | 40(+48%)       |                 |
| 22-03-2020                                                                   | 22-03-2020 |  | 40(=)          |                 |
| 23-03-2020                                                                   | 23-03-2020 |  | 56(+40%)       |                 |
| 24-03-2020                                                                   | 24-03-2020 |  | 66(+18%)       |                 |
| 25-03-2020                                                                   | 25-03-2020 |  | 70(+6,1%)      |                 |
| 26-03-2020                                                                   | 26-03-2020 |  | 88(+26%)       |                 |
| 27-03-2020                                                                   | 27-03-2020 |  | 92(+4,5%)      |                 |
| 28-03-2020                                                                   | 28-03-2020 |  | 113(+23%)      |                 |
| 29-03-2020                                                                   | 29-03-2020 |  | 139(+23%)      | 6(N.D.)         |
| 30-03-2020                                                                   | 30-03-2020 |  | 142(+2,2%)     | 6(=)            |
| 31-03-2020                                                                   | 31-03-2020 |  | 193(+36%)      | 6(=)            |
| 01-04-2020                                                                   | 01-04-2020 |  | 233(+21%)      | 6(=)            |
| 02-04-2020                                                                   | 02-04-2020 |  | 284(+22%)      | 7(+17%)         |
| 03-04-2020                                                                   | 03-04-2020 |  | 509(+79%)      | 8(+14%)         |
| 04-04-2020                                                                   | 04-04-2020 |  | 555(+9%)       | 9(+12%)         |
| ⋮                                                                            |            |  |                |                 |
| 05-05-2020                                                                   | 05-05-2020 |  | 555(N.D.)      | 9(N.D.)         |
| 06-04-2020                                                                   | 06-04-2020 |  | 658(+19%)      | 9(=)            |
| 07-04-2020                                                                   | 07-04-2020 |  | 685(+4,1%)     | 9(=)            |
| 08-04-2020                                                                   | 08-04-2020 |  | 730(+6,6%)     | 10(+11%)        |
| 09-04-2020                                                                   | 09-04-2020 |  | 803(+10%)      | 12(+20%)        |
| 10-04-2020                                                                   | 10-04-2020 |  | 820(+2,1%)     | 12(=)           |
| 11-04-2020                                                                   | 11-04-2020 |  | 820(=)         | 12(=)           |
| 12-04-2020                                                                   |            |  |                |                 |
| 13-04-2020                                                                   | 13-04-2020 |  | 848(N.D.)      | 12(N.D.)        |
| 14-04-2020                                                                   | 14-04-2020 |  | 848(=)         | 14(+17%)        |
| 15-04-2020                                                                   | 15-04-2020 |  | 848(=)         | 17(+21%)        |
| 16-04-2020                                                                   | 16-04-2020 |  | 996(+17%)      | 22(+29%)        |
| 17-04-2020                                                                   | 17-04-2020 |  | 996(=)         | 22(=)           |
| 18-04-2020                                                                   | 18-04-2020 |  | 1 017(+2,1%)   | 42(+91%)        |
| 19-04-2020                                                                   | 19-04-2020 |  | 1 017(=)       | 42(=)           |
| 20-04-2020                                                                   | 20-04-2020 |  | 1 163(+14%)    | 42(=)           |
| 21-04-2020                                                                   | 21-04-2020 |  | 1 163(=)       | 43(+2,4%)       |
| 22-04-2020                                                                   | 22-04-2020 |  | 1 163(=)       | 43(=)           |
| 23-04-2020                                                                   | 23-04-2020 |  | 1 334(+15%)    | 43(=)           |
| 24-04-2020                                                                   | 24-04-2020 |  | 1 430(+7,2%)   | 43(=)           |
| 25-04-2020                                                                   | 25-04-2020 |  | 1 518(+6,2%)   | 53(+23%)        |
| 26-04-2020                                                                   | 26-04-2020 |  | 1 621(+6,8%)   | 56(+5,7%)       |
| 27-04-2020                                                                   | 27-04-2020 |  | 1 705(+5,2%)   | 58(+3,6%)       |
| 28-04-2020                                                                   | 28-04-2020 |  | 1 705(=)       | 58(=)           |
| 29-04-2020                                                                   | 29-04-2020 |  | 1 832(+7,4%)   | 61(+5,2%)       |
| 30-04-2020                                                                   | 30-04-2020 |  | 1 832(=)       | 61(=)           |
| 01-05-2020                                                                   | 01-05-2020 |  | 1 832(=)       | 61(=)           |
| 02-05-2020                                                                   | 02-05-2020 |  | 2 077(+13%)    | 64(+4,9%)       |
| 03-05-2020                                                                   | 03-05-2020 |  | 2 077(=)       | 64(=)           |
| 04-05-2020                                                                   | 04-05-2020 |  | 2 104(+1,3%)   | 64(=)           |
| 05-05-2020                                                                   | 05-05-2020 |  | 2 104(=)       | 64(=)           |
| 06-05-2020                                                                   | 06-05-2020 |  | 2 265(+7,7%)   | 108(+69%)       |
| 07-05-2020                                                                   | 07-05-2020 |  | 2 267(+0,09%)  | 108(=)          |
| 08-05-2020                                                                   | 08-05-2020 |  | 2 267(=)       | 108(=)          |
| 09-05-2020                                                                   | 09-05-2020 |  | 2 274(+0,31%)  | 108(=)          |
| 10-05-2020                                                                   | 10-05-2020 |  | 2 579(+13%)    | 114(+5,6%)      |
| 11-05-2020                                                                   | 11-05-2020 |  | 2 689(+4,3%)   | 125(+9,6%)      |
| 12-05-2020                                                                   | 12-05-2020 |  | 2 689(=)       | 125(=)          |
| 13-05-2020                                                                   | 13-05-2020 |  | 2 800(+4,1%)   | 136(+8,8%)      |
| 14-05-2020                                                                   | 14-05-2020 |  | 2 954(+5,5%)   | 139(+2,2%)      |
| 15-05-2020                                                                   | 15-05-2020 |  | 2 954(=)       | 139(=)          |
| 16-05-2020                                                                   | 16-05-2020 |  | 3 105(+5,1%)   | 140(+0,72%)     |
| 17-05-2020                                                                   | 17-05-2020 |  | 3 105(=)       | 140(=)          |
| 18-05-2020                                                                   | 18-05-2020 |  | 3 529(+14%)    | 140(=)          |
| 19-05-2020                                                                   | 19-05-2020 |  | 3 529(=)       | 140(=)          |
| 20-05-2020                                                                   | 20-05-2020 |  | 3 733(+5,8%)   | 146(+4,3%)      |
| 21-05-2020                                                                   | 21-05-2020 |  | 4 288(+15%)    | 156(+6,8%)      |
| 22-05-2020                                                                   | 22-05-2020 |  | 4 400(+2,6%)   | 159(+1,9%)      |
| 23-05-2020                                                                   | 23-05-2020 |  | 4 400(=)       | 159(=)          |
| 24-05-2020                                                                   | 24-05-2020 |  | 4 890(+11%)    | 165(+3,8%)      |
| 25-05-2020                                                                   | 25-05-2020 |  | 4 890(=)       | 165(=)          |
| 26-05-2020                                                                   | 26-05-2020 |  | 5 436(+11%)    | 175(+6,1%)      |
| 27-05-2020                                                                   | 27-05-2020 |  | 5 436(=)       | 175(=)          |
| 28-05-2020                                                                   | 28-05-2020 |  | 5 436(=)       | 175(=)          |
| 29-05-2020                                                                   | 29-05-2020 |  | 5 436(=)       | 177(+1,1%)      |
| 30-05-2020                                                                   | 30-05-2020 |  | 5 904(+8,6%)   | 191(+7,9%)      |
| 31-05-2020                                                                   | 31-05-2020 |  | 5 904(=)       | 191(=)          |
| 01-06-2020                                                                   | 01-06-2020 |  | 6 397(+8,4%)   | 199(+4,2%)      |
| 02-06-2020                                                                   | 02-06-2020 |  | 6 585(+2,9%)   | 200(+0,5%)      |
| 03-06-2020                                                                   | 03-06-2020 |  | 6 585(=)       | 200(=)          |
| 04-06-2020                                                                   | 04-06-2020 |  | 6 789(+3,1%)   | 203(+1,5%)      |
| 05-06-2020                                                                   | 05-06-2020 |  | 7 392(+8,9%)   | 205(+0,99%)     |
| 06-06-2020                                                                   | 06-06-2020 |  | 7 599(+2,8%)   | 212(+3,4%)      |
| 07-06-2020                                                                   | 07-06-2020 |  | 7 908(+4,1%)   | 212(=)          |
| 08-06-2020                                                                   | 08-06-2020 |  | 8 060(+1,9%)   | 212(=)          |
| 09-06-2020                                                                   | 09-06-2020 |  | 8 312(+3,1%)   | 212(=)          |
| 10-06-2020                                                                   | 10-06-2020 |  | 8 681(+4,4%)   | 212(=)          |
| ⋮                                                                            | ⋮          |  | 8 681(=)       | 212(=)          |
| 15-06-2020                                                                   | 15-06-2020 |  | 9 864(+14%)    | 276(+30%)       |
| 16-06-2020                                                                   | 16-06-2020 |  | 9 864(=)       | 276(=)          |
| 17-06-2020                                                                   | 17-06-2020 |  | 9 864(=)       | 276(=)          |
| 18-06-2020                                                                   | 18-06-2020 |  | 10 638(+7,8%)  | 282(+2,2%)      |
| 19-06-2020                                                                   | 19-06-2020 |  | 11 281(+6%)    | 300(+6,4%)      |
| 20-06-2020                                                                   | 20-06-2020 |  | 11 610(+2,9%)  | 301(+0,33%)     |
| 21-06-2020                                                                   | 21-06-2020 |  | 11 892(+2,4%)  | 303(+0,66%)     |
| 22-06-2020                                                                   | 22-06-2020 |  | 12 041(+1,3%)  | 308(+1,7%)      |
| 23-06-2020                                                                   | 23-06-2020 |  | 12 270(+1,9%)  | 313(+1,6%)      |
| 24-06-2020                                                                   | 24-06-2020 |  | 12 592(+2,6%)  | 313(=)          |
| ⋮                                                                            | ⋮          |  | 12 592(=)      | 313(=)          |
| 07-07-2020                                                                   | 07-07-2020 |  | 14 916(+18%)   | 359(+15%)       |
| ⋮                                                                            | ⋮          |  | 14 916(=)      | 359(=)          |
| 11-07-2020                                                                   | 11-07-2020 |  | 15 173(+1,7%)  | 359(=)          |
| ⋮                                                                            | ⋮          |  | 15 173(=)      | 359(=)          |
| 16-07-2020                                                                   | 16-07-2020 |  | 16 157(+6,5%)  | 373(+3,9%)      |
| ⋮                                                                            | ⋮          |  | 16 157(=)      | 373(=)          |
| 21-07-2020                                                                   | 21-07-2020 |  | 16 522(+2,3%)  | 382(+2,4%)      |
| ⋮                                                                            | ⋮          |  | 16 522(=)      | 382(=)          |
| 24-07-2020                                                                   | 24-07-2020 |  | 16 708(+1,1%)  | 385(+0,79%)     |
| ⋮                                                                            | ⋮          |  | 16 708(=)      | 385(=)          |
| 27-07-2020                                                                   | 27-07-2020 |  | 17 110(+2,4%)  | 391(+1,6%)      |
| 28-07-2020                                                                   | 28-07-2020 |  | 17 179(+0,4%)  | 391(=)          |
| 29-07-2020                                                                   | 29-07-2020 |  | 17 255(+0,44%) | 391(=)          |
| ⋮                                                                            | ⋮          |  | 17 255(=)      | 391(=)          |
| 04-08-2020                                                                   | 04-08-2020 |  | 17 718(+2,7%)  | 391(=)          |
| ⋮                                                                            | ⋮          |  | 17 718(=)      | 391(=)          |
| 08-08-2020                                                                   | 08-08-2020 |  | 18 042(+1,8%)  | 395(+1%)        |
| ⋮                                                                            | ⋮          |  | 18 042(=)      | 395(=)          |
| 11-08-2020                                                                   | 11-08-2020 |  | 18 213(+0,95%) | 398(+0,76%)     |
| 12-08-2020                                                                   | 12-08-2020 |  | 18 263(+0,27%) | 401(+0,75%)     |
| 13-08-2020                                                                   | 13-08-2020 |  | 18 308(+0,25%) | 401(=)          |
| 14-08-2020                                                                   | 14-08-2020 |  | 18 469(+0,88%) | 401(=)          |
| 15-08-2020                                                                   | 15-08-2020 |  | 18 469(=)      | 401(=)          |
| 16-08-2020                                                                   | 16-08-2020 |  | 18 469(=)      | 401(=)          |
| 17-08-2020                                                                   | 17-08-2020 |  | 18 582(+0,61%) | 403(+0,5%)      |
| 18-08-2020                                                                   | 18-08-2020 |  | 18 599(+0,09%) | 406(+0,74%)     |
| 19-08-2020                                                                   | 19-08-2020 |  | 18 624(+0,13%) | 406(=)          |
| 20-08-2020                                                                   | 20-08-2020 |  | 18 762(+0,74%) | 408(+0,49%)     |
| ⋮                                                                            | ⋮          |  | 18 762(=)      | 408(=)          |
| 25-08-2020                                                                   | 25-08-2020 |  | 18 973(+1,1%)  | 410(+0,49%)     |
| 26-08-2020                                                                   | 26-08-2020 |  | 18 973(=)      | 410(=)          |
| 27-08-2020                                                                   | 27-08-2020 |  | 19 142(+0,89%) | 411(+0,24%)     |
| 28-08-2020                                                                   | 28-08-2020 |  | 19 142(=)      | 411(=)          |
| ⋮                                                                            | ⋮          |  | 19 142(=)      | 411(=)          |
| 01-09-2020                                                                   | 01-09-2020 |  | 19 409(+1,4%)  | 414(+0,73%)     |
| 02-09-2020                                                                   | 02-09-2020 |  | 19 460(+0,26%) | 415(+0,24%)     |
| 03-09-2020                                                                   | 03-09-2020 |  | 19 604(+0,74%) | 415(=)          |
| ⋮                                                                            | ⋮          |  | 19 604(=)      | 415(=)          |
| 08-09-2020                                                                   | 08-09-2020 |  | 19 848(+1,2%)  | 415(=)          |
| 09-09-2020                                                                   | 09-09-2020 |  | 19 848(=)      | 415(=)          |
| 10-09-2020                                                                   | 10-09-2020 |  | 20 009(+0,81%) | 415(=)          |
| ⋮                                                                            | ⋮          |  | 20 009(=)      | 415(=)          |
| 13-09-2020                                                                   | 13-09-2020 |  | 20 167(+0,79%) | 415(=)          |
| 14-09-2020                                                                   | 14-09-2020 |  | 20 228(+0,3%)  | 415(=)          |
| 15-09-2020                                                                   | 15-09-2020 |  | 20 271(+0,21%) | 415(=)          |
| 16-09-2020                                                                   | 16-09-2020 |  | 20 303(+0,16%) | 415(=)          |
| 17-09-2020                                                                   | 17-09-2020 |  | 20 303(=)      | 415(=)          |
| 18-09-2020                                                                   | 18-09-2020 |  | 20 371(+0,33%) | 416(+0,24%)     |
| 19-09-2020                                                                   | 19-09-2020 |  | 20 431(+0,29%) | 416(=)          |
| 20-09-2020                                                                   | 20-09-2020 |  | 20 431(=)      | 416(=)          |
| 21-09-2020                                                                   | 21-09-2020 |  | 20 598(+0,82%) | 416(=)          |
| 22-09-2020                                                                   | 22-09-2020 |  | 20 598(=)      | 416(=)          |
| 23-09-2020                                                                   | 23-09-2020 |  | 20 690(+0,45%) | 416(=)          |
| 24-09-2020                                                                   | 24-09-2020 |  | 20 712(+0,11%) | 418(+0,48%)     |
| 25-09-2020                                                                   | 25-09-2020 |  | 20 712(=)      | 418(=)          |
| 26-09-2020                                                                   | 26-09-2020 |  | 20 735(+0,11%) | 418(=)          |
| 27-09-2020                                                                   | 27-09-2020 |  | 20 735(=)      | 418(=)          |
| 28-09-2020                                                                   | 28-09-2020 |  | 20 838(+0,5%)  | 418(=)          |
| 29-09-2020                                                                   | 29-09-2020 |  | 20 838(=)      | 418(=)          |
| 30-09-2020                                                                   | 30-09-2020 |  | 20 838(=)      | 418(=)          |
| 01-10-2020                                                                   | 01-10-2020 |  | 20 924(+0,41%) | 420(+0,48%)     |
| ⋮                                                                            | ⋮          |  | 20 924(=)      | 420(=)          |
| 08-10-2020                                                                   | 08-10-2020 |  | 21 203(+1,3%)  | 423(+0,71%)     |
| ⋮                                                                            | ⋮          |  | 21 203(=)      | 423(=)          |
| 14-10-2020                                                                   | 14-10-2020 |  | 21 441(+1,1%)  | 423(=)          |
| ⋮                                                                            | ⋮          |  | 21 441(=)      | 423(=)          |
| 19-10-2020                                                                   | 19-10-2020 |  | 21 506(+0,3%)  | 424(+0,24%)     |
| 20-10-2020                                                                   | 20-10-2020 |  | 21 570(+0,3%)  | 425(+0,24%)     |
| ⋮                                                                            | ⋮          |  | 21 570(=)      | 425(=)          |
| 26-10-2020                                                                   | 26-10-2020 |  | 21 793(+1%)    | 426(+0,24%)     |
| ⋮                                                                            | ⋮          |  | 21 793(=)      | 426(=)          |
| 01-11-2020                                                                   | 01-11-2020 |  | 22 103(+1,4%)  | 429(+0,7%)      |
| ⋮                                                                            | ⋮          |  | 22 103(=)      | 429(=)          |
| 07-11-2020                                                                   | 07-11-2020 |  | 22 342(+1,1%)  | 429(=)          |
| 08-11-2020                                                                   | 08-11-2020 |  | 22 421(+0,35%) | 433(+0,93%)     |
| ⋮                                                                            | ⋮          |  | 22 421(=)      | 433(=)          |
| 11-11-2020                                                                   | 11-11-2020 |  | 22 490(+0,31%) | 433(=)          |
| 12-11-2020                                                                   | 12-11-2020 |  | 22 490(=)      | 433(=)          |
| 13-11-2020                                                                   | 13-11-2020 |  | 22 583(+0,41%) | 433(=)          |
| 14-11-2020                                                                   | 14-11-2020 |  | 22 692(+0,48%) | 433(=)          |
| ⋮                                                                            | ⋮          |  | 22 692(=)      | 433(=)          |
| 17-11-2020                                                                   | 17-11-2020 |  | 22 896(+0,9%)  | 433(=)          |
| 18-11-2020                                                                   | 18-11-2020 |  | 22 896(=)      | 433(=)          |
| 19-11-2020                                                                   | 19-11-2020 |  | 23 528(+2,8%)  | 435(+0,46%)     |
| ⋮                                                                            | ⋮          |  | 23 528(=)      | 435(=)          |
| 23-11-2020                                                                   | 23-11-2020 |  | 23 842(+1,3%)  | 435(=)          |
| 24-11-2020                                                                   | 24-11-2020 |  | 23 869(+0,11%) | 436(+0,23%)     |
| 25-11-2020                                                                   | 25-11-2020 |  | 23 915(+0,19%) | 437(+0,23%)     |
| 26-11-2020                                                                   | 26-11-2020 |  | 24 022(+0,45%) | 437(=)          |
| 27-11-2020                                                                   | 27-11-2020 |  | 24 117(+0,4%)  | 437(=)          |
| ⋮                                                                            | ⋮          |  | 24 117(=)      | 437(=)          |
| 30-11-2020                                                                   | 30-11-2020 |  | 24 445(+1,4%)  | 437(=)          |
| 01-12-2020                                                                   | 01-12-2020 |  | 24 487(+0,17%) | 441(+0,92%)     |
| ⋮                                                                            | ⋮          |  | 24 487(=)      | 441(=)          |
| 04-12-2020                                                                   | 04-12-2020 |  | 24 752(+1,1%)  | 443(+0,45%)     |
| ⋮                                                                            | ⋮          |  | 24 752(=)      | 443(=)          |
| 09-12-2020                                                                   | 09-12-2020 |  | 24 963(+0,85%) | 443(=)          |
| 10-12-2020                                                                   | 10-12-2020 |  | 24 963(=)      | 443(=)          |
| 11-12-2020                                                                   | 11-12-2020 |  | 25 087(+0,5%)  | 443(=)          |
| 12-12-2020                                                                   | 12-12-2020 |  | 25 143(+0,22%) | 443(=)          |
| 13-12-2020                                                                   | 13-12-2020 |  | 25 143(=)      | 443(=)          |
| 14-12-2020                                                                   | 14-12-2020 |  | 25 214(+0,28%) | 443(=)          |
| 15-12-2020                                                                   | 15-12-2020 |  | 25 359(+0,58%) | 445(+0,45%)     |
| 16-12-2020                                                                   | 16-12-2020 |  | 25 472(+0,45%) | 445(=)          |
| 17-12-2020                                                                   | 17-12-2020 |  | 25 472(=)      | 445(=)          |
| 18-12-2020                                                                   | 18-12-2020 |  | 25 472(=)      | 445(=)          |
| 19-12-2020                                                                   | 19-12-2020 |  | 25 724(+0,99%) | 445(=)          |
| 20-12-2020                                                                   | 20-12-2020 |  | 25 849(+0,49%) | 448(+0,67%)     |
| ⋮                                                                            | ⋮          |  | 25 849(=)      | 448(=)          |
| 24-12-2020                                                                   | 24-12-2020 |  | 26 277(+1,7%)  | 448(=)          |
| Fonti: - Ministero della sanità - Ultimo aggiornamento: 7.07.2020, 18:00 GMT |            |  |                |                 |

## Misure preventive
Il 18 marzo, il primo ministro camerunese Joseph Dion Ngute ha chiuso i confini terrestri, aerei e marittimi del Paese.
Il 30 marzo, il Ministro della Salute ha annunciato l'imminente lancio di una campagna di test per il nuovo coronavirus nella città di Douala. Squadre dedicate andranno porta a porta nella capitale economica dal 2 al 6 aprile, afferma il ministro.
Il 7 aprile, il governo camerunese ha sospeso le richieste di aiuto pubbliche a causa della pandemia di COVID-19, una mossa che ha attirato critiche.
Il 10 aprile, il governo ha adottato 7 misure aggiuntive per fermare la diffusione di COVID-19 in Camerun. Le seguenti misure sono entrate in vigore il 13 aprile 2020:
- misura 1: indossare una mascherina in tutte le aree aperte al pubblico;
- misura 2: produzione locale di farmaci, test di screening, maschere protettive e gel idroalcolici;
- misura 3: istituzione di centri di trattamento COVID-19 specializzati in tutte le capitali regionali;
- misura 4: intensificazione della campagna di screening con la collaborazione del Centro Pasteur;
- misura 5: intensificazione della campagna di sensibilizzazione nelle aree urbane e rurali in entrambe le lingue ufficiali;
- misura 6: proseguimento delle attività essenziali per l'economia nel rigoroso rispetto delle direttive del 17 marzo 2020;
- misura 7: sanzione

Il 15 aprile, a seguito delle affermazioni della Commissione per i diritti umani dell'Ordine degli Avvocati del Camerun, il presidente Paul Biya ha annunciato il rilascio di alcuni prigionieri in relazione a COVID-19.
Il 5 maggio, il Ministro della Salute ha annunciato la fornitura al personale sanitario di 50.000 tute, 320.000 maschere chirurgiche, 220 spruzzatori a zaino, 10.000 paia di copriscarpe.